# Hemorragia cerebral
Una hemorragia cerebral (también, hemorragia intracerebral, ICH) es un subtipo de hemorragia intracraneal producida en el cerebro. Puede deberse a un trauma cerebral o a un accidente. Se trata de una hemorragia intra-axial, es decir, una que se produce dentro del tejido cerebral y no fuera de él. La otra categoría de hemorragia intracraneal es la de las hemorragias extra-axiales: por ejemplo, el hematoma epidural, el hematoma subdural y la hemorragia subaracnoidea, que ocurren dentro de la cabeza pero fuera del tejido cerebral.[cita requerida]
Las áreas del cerebro afectadas por la hemorragia quedan dañadas y, si se acumula un suficiente volumen de sangre en el espacio extravascular, se puede provocar una hipertensión intracraneal; la cuantía de la hemorragia determina la gravedad de este accidente vasculocerebral agudo. La tasa de mortalidad de estas hemorragias intraparenquimales es de más del 40%.
Genéricamente, los accidentes vasculares agudos que ocurren en el cerebro son conocidos genéricamente con la palabra latina ictus, que significa "golpe súbito" o "ataque súbito", y en inglés el término equivalente es stroke (una hemorragia cerebral se denomina, en inglés, "hemorrhagic stroke").[cita requerida]
La palabra apoplejía, de origen griego, designa en español y en otros idiomas a la abolición del funcionalismo cerebral (movimiento, sensibilidad y conciencia), producida especialmente por la hemorragia cerebral y por la embolia cerebral, que es el accidente que ocurre cuando un vaso cerebral queda bloqueado por un émbolo, en cuyo caso el territorio irrigado por la arteria bloqueada queda desprovisto de sangre, convirtiéndose de súbito en un área isquémica.[cita requerida]
En consecuencia, en los accidentes vasculocerebrales agudos conviene distinguir el ictus hemorrágico o hemorragia cerebral (hemorrhagic stroke) del ictus isquémico (isquemic stroke) o embolia cerebral. Como quiera que la porción de un tejido del organismo privada de sangre por el bloqueo súbito de una arteria se conoce genéricamente como infarto, la lesión que es consecuencia de una embolia cerebral se conoce también como infarto cerebral.

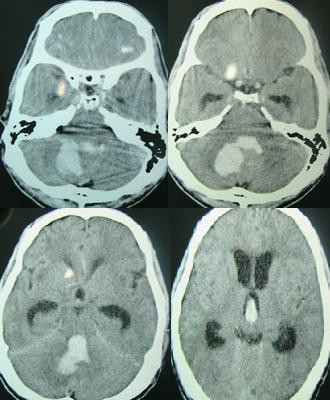
Escaneo tomográfico que muestra una hemorragia en la fosa posterior.

## Factores de riesgo
Los factores de riesgo de la hemorragia cerebral son:
- hipertensión
- diabetes
- menopausia
- tabaquismo
- traumatismo craneoencefálico
- consumo de bebidas alcohólicas (≥2/día)
- consumo de bebidas con cafeína